# 오리콘 앨범 차트
오리콘 앨범 차트는 오리콘에서 일, 주, 월 단위로 제공되는 일본 음악 산업 표준 선호도 조사 차트이다. 순위는 물리적인 앨범 판매량을 기준으로 하고있다. 디지털 다운로드 건수는 고려하지 않는다.
차트는 매주 화요일 오리콘 스타일과 오리콘 공식 홈페이지에 공개된다. 오리콘은 매주 월요일 매장으로부터 판매량 정보를 받아온다.

## 가장 많이 팔린 앨범
2017년 7월 기준
| 순위 | 년도 | 제목                                     | 작곡가             | 판매량  |
| ---- | ---- | ---------------------------------------- | ------------------ | ------- |
| 1    | 1999 | First Love                               | 우타다 히카루      | 767.2만 |
| 2    | 1998 | B'z The Best "Pleasure"                  | B'z                | 513.5만 |
| 3    | 1997 | REVIEW-BEST OF GLAY                      | GLAY               | 487.5만 |
| 4    | 2001 | Distance                                 | 우타다 히카루      | 447.2만 |
| 5    | 1998 | B'z The Best "Treasure"                  | B'z                | 443.8만 |
| 6    | 2001 | A BEST                                   | 하마사키 아유미    | 429.4만 |
| 7    | 1996 | globe                                    | globe              | 413.6만 |
| 8    | 2002 | DEEP RIVER                               | 우타다 히카루      | 360.5만 |
| 9    | 1998 | 海のYeah!!                               | 사잔 올 스타즈     | 353.3만 |
| 10   | 2000 | delicious way                            | 쿠라키 마이        | 353.0만 |
| 11   | 1998 | Time to Destination                      | Every Little Thing | 352.0만 |
| 12   | 1994 | Atomic Heart                             | Mr.Children        | 342.9만 |
| 13   | 1996 | SWEET 19 BLUES                           | 아무로 나미에      | 336.0만 |
| 14   | 1997 | BOLERO                                   | Mr.Children        | 328.3만 |
| 15   | 1998 | Neue Musik                               | 마츠토야 유미      | 325.4만 |
| 16   | 1997 | FACES PLACES                             | globe              | 323.9만 |
| 17   | 1992 | The Swiming Star                         | DREAMS COME TRUE   | 322.6만 |
| 18   | 1994 | Impressions                              | 타케우치 마리야    | 306.7만 |
| 19   | 2006 | ALL SINGLES BEST                         | 코부쿠로           | 305.4만 |
| 20   | 1999 | ZARD BEST The Single Collection 〜軌跡〜 | ZARD               | 303.4만 |

## 같이 보기
- 오리콘
- 1970년대 오리콘 CD 음반 차트 1위
- 1980년대 오리콘 CD 음반 차트 1위
- 1990년대 오리콘 CD 음반 차트 1위
- 2000년대 오리콘 CD 음반 차트 1위
- 2010년대 오리콘 CD 음반 차트 1위